# Inocybe ochroalba
Inocybe ochroalba är en svampart som beskrevs av Bruyl. 1970. Enligt Catalogue of Life ingår Inocybe ochroalba i släktet Inocybe,  och familjen Inocybaceae, men enligt Dyntaxa är tillhörigheten istället släktet Inocybe,  och familjen Crepidotaceae. Arten är reproducerande i Sverige. Inga underarter finns listade i Catalogue of Life.